# Warnow-Klasse
Die Warnow-Klasse ist eine Serie von Schleppbooten des Projekts 1344, die für die Volksmarine entwickelt und gebaut wurde. Die Bundesmarine hat 1990 einige Einheiten als Klasse 660 übernommen. Benannt ist die Klasse nach dem gleichnamigen Fluss.

## Bau und Ablieferung
Die Schleppboote wurden vom VEB Yachtwerft Berlin gebaut. Die ersten sieben Einheiten (Baunummer 01–07) wurden 1969 an die Volksmarine abgeliefert. Die Baunummer 08 ging 1970 als Seehund an den VEB Schiffswerft Neptun. Die nächsten zwölf Einheiten (Baunummer 09–20) wurden 1973 und das letzte Boot der Klasse (Baunummer 21) 1974 in Dienst gestellt. Während ihrer Dienstzeit bei der Volksmarine hatten die Schleppboote keine Schiffsnamen und wurden nur mit ihrer Schiffskennung bezeichnet.

## Beschreibung
Die Warnow-Klasse ist als Schleppboot und für den Personenverkehr auf Binnengewässern, Haff und Bodden konzipiert. Der Schiffsrumpf ist aus Stahl durch drei Schotte in vier wasserdichte Abteilungen unterteilt: Achterpiek, Maschinenraum, Besatzungsräume und Vorpiek. Der Antrieb besteht aus einem Schiffsdieselmotor des Typs 6 VD14,5/12-1 SRW vom VEB Dieselmotorenwerk Schönebeck, der mit 79,4 kW auf einen Festpropeller wirkt. Als Geschwindigkeit werden 8 km/h im Schleppbetrieb und 15 km/h bei Alleinfahrt erreicht. Die Anzahl der Fahrgäste ist auf 25 beschränkt und ohne Fahrgäste kann eine leichte Eisdecke bis 0,05 m Stärke gebrochen werden. Die Schleppboote der Dahme-Klasse (Projekt 1345) sind eine nahezu baugleiche Variante für die Binnenschifffahrt, jedoch ohne Fahrgastkapazität.

## Verbleib
Nach der Wiedervereinigung Deutschlands wurden zunächst sechs Einheiten (Baunummern 03, 09, 11–13 und 17) von der Bundesmarine übernommen. Davon ist nur noch die Baunummer 12 als Warnow (Y 1659) für den Marinestützpunkt Warnemünde im Dienst. Sechs weitere Boote sind nach Finnland verkauft und zum Teil zu Motoryachten umgebaut worden. Andere Einheiten sind/waren bei privaten Unternehmen im Einsatz oder sie sind inzwischen abgewrackt.